# Elezioni parlamentari in Norvegia del 1961
Le elezioni parlamentari in Norvegia del 1961 si tennero l'11 settembre per il rinnovo dello Storting.

## Risultati
| Liste                                 | Voti      | %     | Seggi |
| ------------------------------------- | --------- | ----- | ----- |
| Partito Laburista Norvegese           | 860 526   | 46,76 | 74    |
| Høyre                                 | 354 369   | 19,26 | 28    |
| Partito Popolare Cristiano            | 171 451   | 9,32  | 14    |
| Venstre                               | 132 429   | 7,20  | 11    |
| Partito di Centro                     | 125 643   | 6,83  | 11    |
| Partito di Centro - Venstre           | 75 822    | 4,12  | 8     |
| Partito Comunista di Norvegia         | 53 678    | 2,92  | –     |
| Partito Popolare Socialista           | 43 996    | 2,39  | 2     |
| Partito Popolare Cristiano - Høyre    | 19 409    | 1,05  | 2     |
| Liste dei Liberi Elettori di Sinistra | 2 360     | 0,13  | –     |
| Partito Socialdemocratico Norvegese   | 478       | 0,03  | –     |
| Altri                                 | 64        | 0,00  | –     |
| Totale                                | 1 840 225 | 100   | 150   |

Ripartizione dei seggi delle liste comuni:
- Partito di Centro (5) - Venstre (3);
- Partito Popolare Cristiano (1) - Høyre (1).

Seggi complessivi: Høyre: 29 - Partito di Centro: 16 - Partito Popolare Cristiano: 15 - Venstre: 14.
La ripartizione dei seggi sopra indicata è desunta tenuto conto dei distretti in cui le liste comuni si presentano e del numero dei seggi indicati per i partiti costitutivi di tali liste nei rispettivi distretti di presentazione.